# Hiep Thi Le
Hiep Thi Le (Đà Nẵng, 1971. február 18. – Los Angeles, Kalifornia, USA, 2017. december 19.) vietnámi-amerikai színésznő.

## Filmjei
- Ég és föld (Heaven & Earth) (1993)
- Yao jie huang hou (1995)
- Hé, Arnold! (Hey Arnold!) (1996, tv-sorozat, hang, egy epizódban)
- Halott ember ritkán táncol (Dead Men Can't Dance) (1997)
- Tracey Takes On... (1998, tv-sorozat, egy epizódban)
- The Water Ghost (1998, rövidfilm)
- Kegyetlen játékok (Cruel Intentions) (1999)
- Bastards (1999)
- Shark in a Bottle (1999)
- Strange World (2000, tv-sorozat, egy epizódban)
- Zöld sárkány (Green Dragon) (2001)
- Amynek ítélve (Judging Amy) (2001, tv-sorozat, egy epizódban)
- Return to Pontianak (2001)
- Nemzetbiztonság Bt. (National Security) (2003)
- The Princess of Nebraska (2007)
- Julia (2008)
- Kínzó közelség (Lakeview Terrace) (2008)
- Sympathy for Delicious (2010)
- Touch (2011)
- Masters of Sex (2016, tv-sorozat, egy epizódban)
- Cruel Intentions (2016, tv-film)
- Fridays (2017, tv-sorozat)

## További információ
- Hiep Thi Le a PORT.hu-n (magyarul)
- Hiep Thi Le az Internetes Szinkronadatbázisban (magyarul)
- Hiep Thi Le az Internet Movie Database-ben (angolul)
- Hiep Thi Le a Rotten Tomatoeson (angolul)